# Torpediniforme
Torpediniformele sunt un ordin de pești batoidei cartilaginoși marini bentonici de mărime mijlocie din subclasa elasmobranhiatelor (Elasmobranchii) răspândiți în apele temperate, tropicale și subtropicale ale Oceanului Atlantic (inclusiv Marea Mediterană), Pacific și cel Indian. Au corpul discoidal, turtit dorsoventral, și înconjurat de înotătoare pectorale rotunjite. Ochii și spiraculele mici sunt situate pe vârful capului. Rostrul (botul) este scurt sau mijlociu. Nările transversale comunică cu gura prin câte un șanț. Gura mică sau mijlocie este prevăzută cu numeroși dinți mici monocuspizi care formează benzi de-a lungul ambelor maxilare. Înotătoarele pectorale mari cu marginile groase se extind de la cap înapoi până la originea înotătoarelor pelviene.  Au 2 înotătoare dorsale, prima înotătoare dorsală este situate deasupra bazelor înotătoarelor pelviene. Înotătoarea caudală este aproape triunghiulară. Înotătoarea anală lipsește. Pielea este moale, netedă, complet golașă, lipsită de solzi și de spini. Suprafața dorsală este uniform închisă, sau cu tot felul de ornamente deschise și închise; suprafața ventrală este albă. Pe spate se află două organe electrice reniforme (în formă de rinichi), bine dezvoltate, care mărginesc capul pe toată lungimea. Organele electrice pot să producă descărcări electrice (de la 8 volți până la 220 volți), care doboară animale mai mari decât acești pești. Descărcarea electrică la speciile mai mari poate fi periculoasă chiar și pentru om. Cu ajutorul organele lor electrice, ale căror descărcare crește cu dimensiunea specimenului, pot paraliza prada care trece prin apropiere sau se apăra împotriva unui eventual prădător. Se hrănesc cu pești mici și nevertebrate (polichete, crustacee) care trăiesc pe funduri. Trăiesc în regiunile platoului continental pe fundurile moi ale oceanelor, până la o adâncime de 1000 m, adesea sunt îngropați în nisip sau mâl. Sunt pești vivipari, aplacentari. Înotătoarele ventrale ale masculilor formează organe de acuplare numite pterigopodii.